# N536 (België)
De N536 is een korte gewestweg in de plaats La Louvière, België tussen de N27 en N535. De weg heeft een lengte van ongeveer 2 kilometer.
De gehele weg bestaat grotendeels uit twee rijstroken voor beide rijrichtingen samen.